# Caffamacher

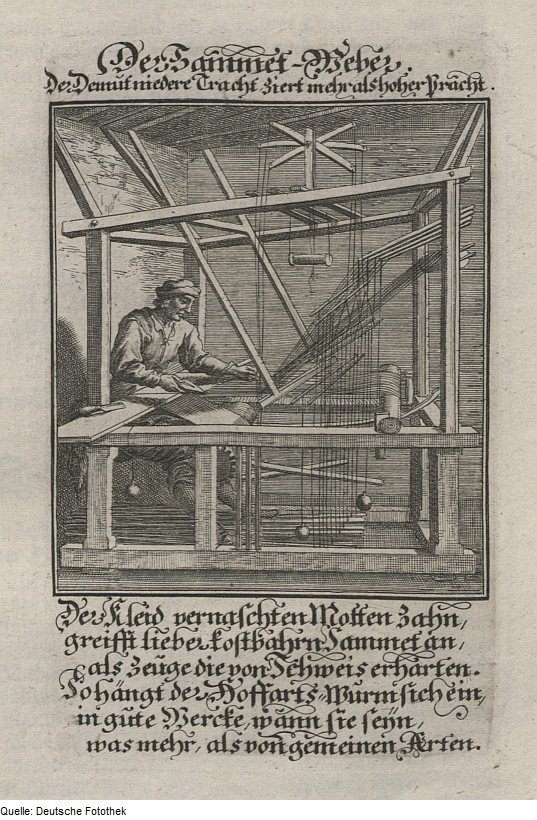
Webstuhl der Weber und Caffamacher im Ständebuch von 1698

Caffamacher, auch Kaffamaker, ist eine seit dem 17. Jahrhundert vor allem im norddeutschen Raum geläufige Berufsbezeichnung für Weber, die Caffa bzw. Kaffa herstellten, einen geblümten Samt. In der Hamburger Neustadt ist die Straße Caffamacherreihe nach ihnen benannt.

## Begriff
Die Herkunft und Bedeutung des Wortes Caffamacher wird in unterschiedlicher Weise interpretiert. Michael Richey führte es im  Idioticon Hamburgense auf Kaff-Haarmaker zurück, mit der Erklärung, dass die bei der Herstellung von Samt entstehende abgeschorene Seide wie Kaff oder Kaffhaar, niederdeutsch für Spreu, aussehe. In der idiomtypischen Zusammenziehung des Wortes sei daraus Kaffamaker entstanden.
Im Hamburgischen Wörterbuch wird Richeys Definition als Umdeutung gewertet. Der Begriff bezeichne vielmehr die Hersteller des Gewebes Kaffa, Caffa oder Caffar, eines Samts mit seidener Kette, wollenem Einschlag und geblümtem Flor, und sei von dem französischen caffard bzw. cafard abgeleitet. Cafard wiederum, mit der wörtlichen Übersetzung Heuchler, wird beschrieben als „Zeug, dessen Kette aus Seide und der Einschlag aus Baumwolle“ bestehe oder auch als „Zeug mit wollener Kette und Leineneinschlag“. Nach Norddeutschland kam Caffa und damit die holländische Berufsbezeichnung Kaffawerker über niederländische Glaubensflüchtlinge, die sich Ende des 16. Jahrhunderts in Hamburg niederließen und unter anderem verschiedene Techniken der Seidenweberei einbrachten.

## Entwicklung
Mit den Niederländern erlangte die Seidenweberei in Hamburg, die seit dem 14. Jahrhundert ohne große Bedeutung bestand, einen erheblichen Aufschwung. Die eingebrachten Herstellungstechniken brachten neuartige Stoffe hervor, neben dem Caffa waren dies der von den Triepwebern hergestellte Triep oder Tripp-Sammet genannte Plüsch und die Baumseide aus wollenem und baumwollenem Garn. Insbesondere der Caffa fand eine derart hohe Nachfrage, dass er am Anfang des 17. Jahrhunderts als Luxusgut galt, dessen Tragen in einer Bursprake von 1611 reglementiert wurde:

„gliker gestalt schoelen fruwen und jungfern umb de piltze henforder kein sammit edder caffa dragen. (Ebenfalls sollen Frauen und Mädchen mit den Pelzen zukünftig kein Samt oder Caffa tragen.)“

Hintergrund dieser seit der zweiten Hälfte des 14. Jahrhunderts regelmäßig vom Hamburgischen Rat erlassenen Kleiderordnungen war der Versuch, einen übermäßigen und finanziell ruinösen Kleidungsaufwand einzudämmen. So wurden auch die Beschränkungen beim Tragen von Caffa in der Hamburgischen Kleiderordnung von 1618 genauer gefasst. Ausnahmen bestanden für die Jacken und Mäntel von Kindern:

„jedoch [soll] kleinen Kindern bis zum 3. Jahr zu Wämbsen und Mawen Caffar um der Gesundheit willen zu dragen vergönnet sein.“

Die steigende Bedeutung verschiedener Zweige der Textilmanufaktur lässt sich an den Zusammenschlüssen von Bruderschaften ablesen. So gründeten 1609 die Triepmacher eine Vertretung, die sich 1621 mit den Baumseidenwirkern vereinte, 1628 taten sich die Caffa- und die Sammetmacher zusammen. 1755 ging aus diesen Bünden die Brüderschaft der Caffa-, Plattwerker-, Trieb- und Sammetmachermeister hervor. Nach deren Aufzeichnungen waren um 1630 in diesen Gewerben 183 Meister, 18 erwerbsunfähige frühere Meister und 30 Witwen registriert.
Ab dem 18. Jahrhundert ging das Textilgewerbe zurück. Die Seidenweberei hielt sich etwas länger, 1788 konnten 97 Webstühle für seidenes Tuch und 29 für Samt in der Stadt gezählt werden, doch 1811 waren nur noch 24 Meister und 10 Witwen verzeichnet. Die Brüderschaft ist 1834 eingegangen.